# Drapia

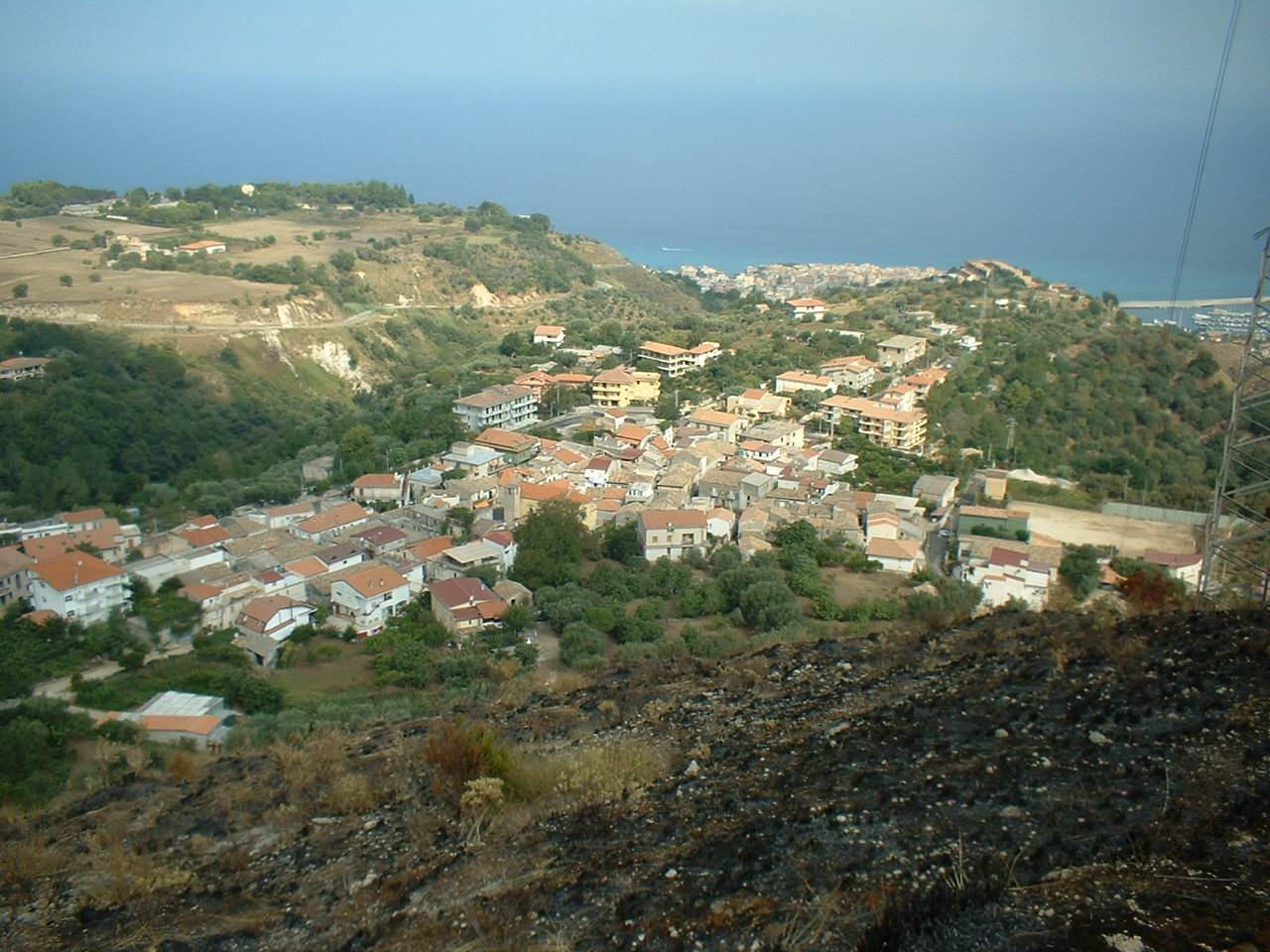
Ortsteil Gasponi von Drapia

Drapia ist eine italienische Gemeinde (comune) mit 2136 Einwohnern (Stand 31. Dezember 2023) in der Provinz Vibo Valentia in Kalabrien. Die Gemeinde liegt etwa 16 Kilometer westsüdwestlich von Vibo Valentia. Zum Tyrrhenischen Meer sind es keine zwei Kilometer in nördlicher Richtung.

## Verkehr
Am nordwestlichen Rand der Gemeinde verläuft die Strada Statale 522 di Tropea von Francavilla Angitola nach Tropea.

## Trivia
Im Jahre 1986 soll es im Ortsteil Carìa zu einer Jesuserscheinung gekommen sein.